# Royale Charleroi Sporting Club 2013-2014
Questa voce raccoglie le informazioni riguardanti il Royale Charleroi Sporting Club nelle competizioni ufficiali della stagione 2013-2014.

## Stagione
Nella stagione 2013-2014 lo Charleroi ha disputato la Pro League, massima serie del campionato belga di calcio, terminando la stagione regolare al decimo posto con 34 punti conquistati in 30 giornate, frutto di 8 vittorie, 10 pareggi e 12 sconfitte. Grazie a questo piazzamento è stato ammesso nel girone B dei play-off per un posto in UEFA Europa League, terminando al primo posto con 13 punti conquistati in 6 giornate, frutto di 4 vittorie, 1 pareggio e 1 sconfitta, a pari punti con il Kortrijk, ma venendo eliminato per la peggior differenza reti. Nella Coppa del Belgio lo Charleroi è sceso in campo dai sedicesimi di finale, raggiungendo gli ottavi di finale dove è stato eliminato dallo Zulte Waregem.

## Rosa
| N. |                               | Ruolo | Calciatore        |
| -- | ----------------------------- | ----- | ----------------- |
| 3  | Belgio (bandiera)             | D     | Mohamed Mrabet    |
| 4  | Belgio (bandiera)             | D     | Jonathan Vervoort |
| 5  | Francia (bandiera)            | D     | Mourad Satli      |
| 6  | Belgio (bandiera)             | D     | Sébastien Dewaest |
| 7  | Rep. Centrafricana (bandiera) | C     | Evans Kondogbia   |
| 7  | Belgio (bandiera)             | C     | Clément Tainmont  |
| 8  | Spagna (bandiera)             | D     | Javi Martos       |
| 9  | Belgio (bandiera)             | A     | Giuseppe Rossini  |
| 10 | Belgio (bandiera)             | A     | David Pollet      |
| 10 | Algeria (bandiera)            | A     | Kamel Ghilas      |
| 14 | Francia (bandiera)            | D     | Steeven Willems   |
| 15 | Belgio (bandiera)             | P     | Adrien Faidherbe  |
| 16 | Senegal (bandiera)            | A     | Jamal Thiaré      |
| 17 | Grecia (bandiera)             | D     | Stergos Marinos   |
| 18 | Francia (bandiera)            | A     | Cédric Fauré      |
| 19 | Rep. del Congo (bandiera)     | D     | Francis N'Ganga   |

| N. |                         | Ruolo | Calciatore         |
| -- | ----------------------- | ----- | ------------------ |
| 20 | Belgio (bandiera)       | C     | Jessy Gálvez López |
| 22 | Belgio (bandiera)       | C     | Guillaume François |
| 23 | Ghana (bandiera)        | C     | Abraham Kudemor    |
| 24 | Belgio (bandiera)       | P     | Salvatore Crimi    |
| 24 | Belgio (bandiera)       | P     | Olivier Renard     |
| 25 | Francia (bandiera)      | C     | Damien Marcq       |
| 27 | Brasile (bandiera)      | C     | Ederson            |
| 28 | Belgio (bandiera)       | C     | Enes Sağlık        |
| 30 | Belgio (bandiera)       | C     | Mohamed Daf        |
| 31 | Francia (bandiera)      | A     | Harlem Gnohéré     |
| 34 | Belgio (bandiera)       | C     | Onur Kaya          |
| 35 | RD del Congo (bandiera) | P     | Parfait Mandanda   |
| 77 | Svizzera (bandiera)     | C     | Danijel Milićević  |
| 80 | Belgio (bandiera)       | C     | Kenneth Houdret    |
| 88 | RD del Congo (bandiera) | C     | Dieumerci Ndongala |
| 92 | Francia (bandiera)      | A     | Neeskens Kebano    |

## Statistiche

### Statistiche di squadra
| Competizione        | Punti | In casa | In casa | In casa | In casa | In casa | In casa | In trasferta | In trasferta | In trasferta | In trasferta | In trasferta | In trasferta | Totale | Totale | Totale | Totale | Totale | Totale | DR |
| Competizione        | Punti | G       | V       | N       | P       | Gf      | Gs      | G            | V            | N            | P            | Gf           | Gs           | G      | V      | N      | P      | Gf     | Gs     | DR |
| ------------------- | ----- | ------- | ------- | ------- | ------- | ------- | ------- | ------------ | ------------ | ------------ | ------------ | ------------ | ------------ | ------ | ------ | ------ | ------ | ------ | ------ | -- |
| Pro League          | 34    | 15      | 5       | 5       | 5       | 19      | 18      | 15           | 3            | 5            | 7            | 17           | 23           | 30     | 8      | 10     | 12     | 36     | 41     | -5 |
| Pro League play-off | 13    | 3       | 2       | 1       | 0       | 6       | 1       | 3            | 2            | 0            | 1            | 7            | 4            | 6      | 4      | 1      | 1      | 13     | 5      | +8 |
| Coppa del Belgio    | -     | 2       | 1       | 0       | 1       | 1       | 3       | -            | -            | -            | -            | -            | -            | 2      | 1      | 0      | 1      | 1      | 3      | -2 |
| Totale              | -     | 20      | 8       | 6       | 6       | 26      | 22      | 18           | 5            | 5            | 8            | 24           | 27           | 38     | 13     | 11     | 14     | 50     | 49     | +1 |